# Touroukoro (Mangodara)
Touroukoro est une commune rurale située dans le département de Mangodara de la province de Comoé dans la région des Cascades au Burkina Faso.